# 7,7 cm FK 96 nA
Il cannone da campagna 7,7 cm Feldkanone M. 96 neuer Art (FK 96 nA) da 77 mm era un pezzo di artiglieria campale sviluppato dall'Esercito tedesco nei primi anni del Novecento in sostituzione del precedente cannone 7,7 cm FK 96 entrato in servizio nel 1896.
All'inizio della prima guerra mondiale il FK 96 nA equipaggiava la maggior parte delle batterie di artiglieria campale dell'esercito tedesco e svolse un ruolo importante nella prima fase delle operazioni caratterizzate dalla rapida avanzata tedesca in Belgio e Francia. Dopo il passaggio alla guerra statica in trincea il FK 96 nA divenne meno efficace a causa della insufficiente gittata e della leggerezza del proiettile e l'esercito tedesco preferì introdurre dal 1916 nuovi tipi di artiglieria campale.

## Storia
L'esercito tedesco aveva immesso in servizio nel 1896 il suo nuovo cannone campale principale, il FK 96, che venne assegnato alle batterie delle divisioni di prima linea; con il nuovo calibro da 7,7 cm e la cadenza di tiro di otto colpi al minuto, questo pezzo di artiglieria era ritenuto dagli esperti dello stato maggiore adeguato ai compiti previsti e sufficientemente moderno. Fu solo nel 1901 che l'alto comando tedesco comprese invece che il FK 96 era già completamente superato. Durante la rivolta dei Boxer i francesi impiegarono per la prima volta il loro cannone campale da 75 mm che, introdotto in servizio fin dal 1897, era di concezione rivoluzionaria e nettamente superiore a ogni altro pezzo d'artiglieria al mondo. Il nuovo cannone campale francese aveva caratteristiche tecniche e balistiche nettamente superiori; grazie al suo moderno sistema di rinculo idropneumatico, il 75 mm aveva una notevole gittata, un'eccellente stabilità di tiro, grande precisione. Inoltre, le sue innovazioni tecniche, permettevano una straordinaria cadenza di tiro che in situazioni ottimali poteva raggiungere i 20-30 colpi al minuto. Infine il cannone francese era dotato di uno scudo metallico che proteggeva efficacemente i serventi al pezzo durante gli scontri a fuoco.

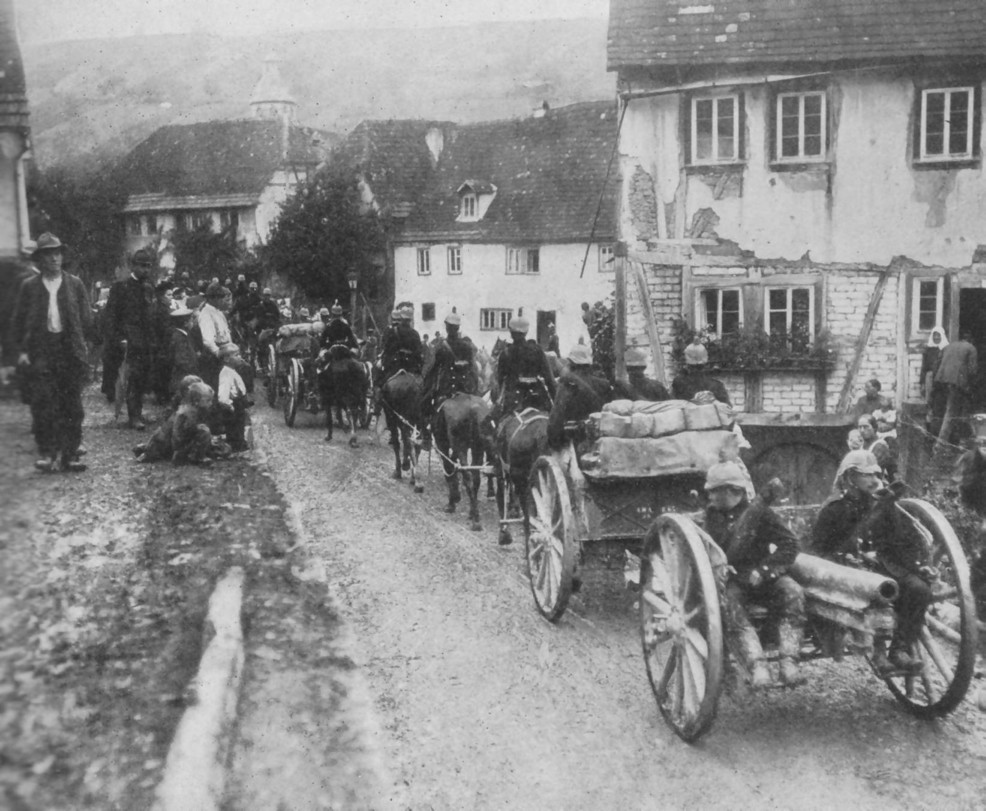
Colonna di cannoni campali FK 96 nA in marcia durante la grande avanzata dell'estate 1914 in occidente

I militari tedeschi quindi divennero coscienti improvvisamente che il loro cannone campale più moderno, il FK 96, appena introdotto in servizio, era già del tutto superato e assolutamente non in grado di competere con il cannone francese. Vennero studiate misure di emergenza per colmare il distacco tecnologico e produrre in tempi brevi un pezzo di artiglieria che incorporasse le nuove caratteristiche tecniche. Secondo lo storico statunitense Terence Zuber proprio la mancanza di un moderno cannone campale e la temibile potenza del 75 mm francese avrebbero reso del tutto impossibile progettare e condurre da parte dello stato maggiore tedesco, durante il periodo di comando del generale Alfred von Schlieffen (1891-1906), una guerra aggressiva europea come invece alcuni studiosi, convinti delle costanti aspirazioni della Germania al potere mondiale, hanno in passato ipotizzato.
Lo stato maggiore tedesco predispose quindi un piano d'emergenza che prevedeva un radicale miglioramento del FK 96 con l'introduzione di una serie di innovazioni tecnologiche per renderlo adeguato a competere con il cannone campale francese. Entro il 1905 si iniziò a immettere in servizio il nuovo cannone, denominato "FK 96 nA" (neuer Art, "nuova progettazione"); le batterie di artiglieria campale assegnate alle divisioni di prima linea furono riequipaggiate con la nuova bocca da fuoco entro il 1908. Ogni divisione tedesca venne dotata di una brigata d'artiglieria con 54 cannoni campali FK 96 nA; un corpo d'armata, strutturato su due divisioni, avrebbe quindi avuto a disposizione 108 pezzi da 7,7 cm in confronto ai 120 cannoni da 75 mm assegnati ad ogni corpo d'armata francese; peraltro il corpo d'armata tedesco avrebbe mantenuto una superiore potenza di fuoco complessiva grazie alla disponibilità di 36 obici da 10,5 cm e 16 da 15 cm.

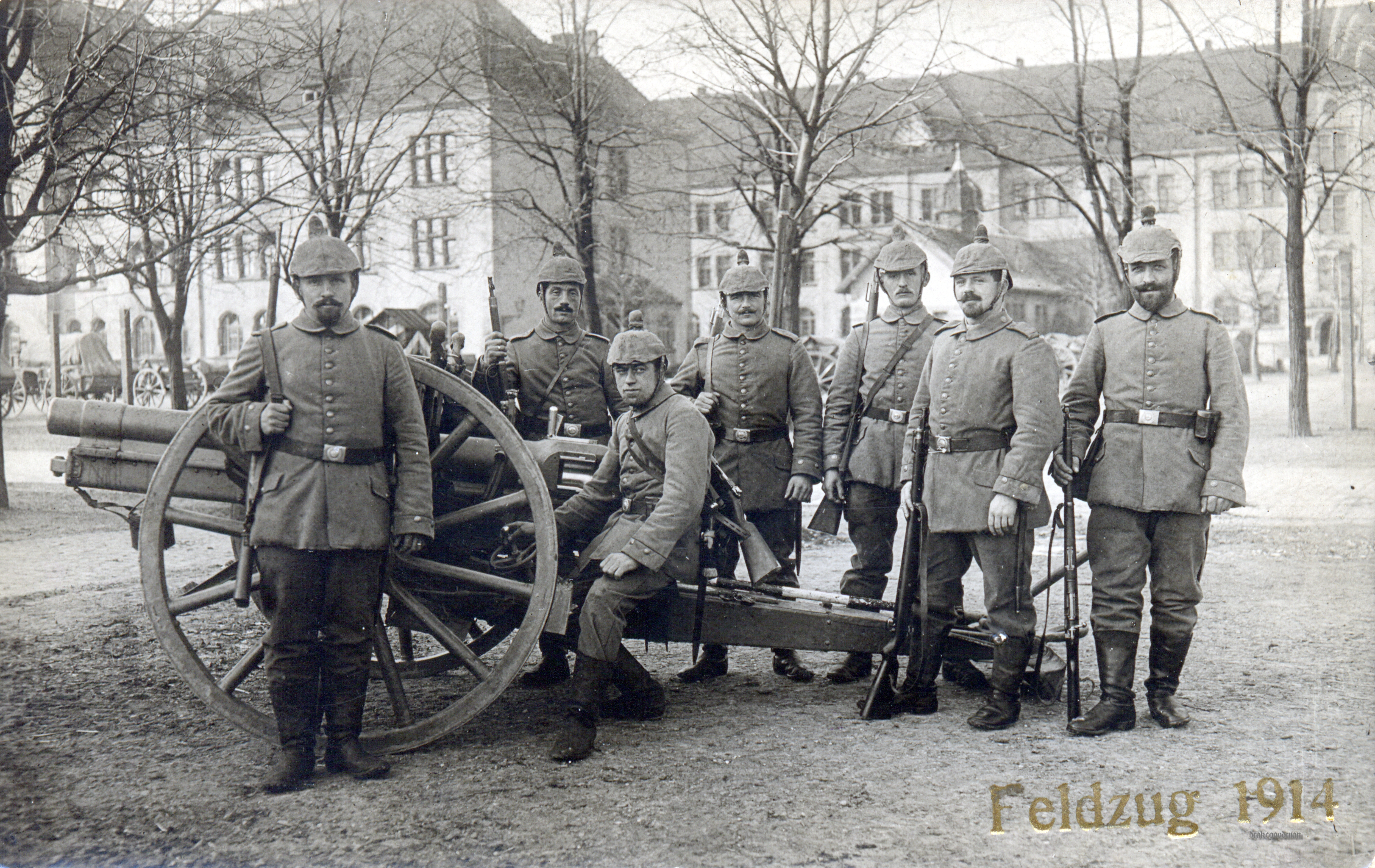
Artiglieri tedeschi con il loro cannone FK 96 nA

Il FK 96 nA rappresentava un netto miglioramento tecnico rispetto al vecchio FK 96 originale ma era ancora significativamente inferiore al 75 mm francese che conservava una maggiore gittata, un proiettile più pesante e soprattutto una cadenza di tiro più elevata. Il neuer Art comunque aveva introdotto molte innovazioni; il cannone disponeva ora di un efficiente sistema di rinculo idro-pneumatico che consentiva un aumento della cadenza di tiro e rendeva il pezzo d'artiglieria molto più stabile e preciso; inoltre il cannone tedesco era dotato di un nuovo sistema di caricamento, di un migliore meccanismo di traino e di uno scudo metallico di protezione per i serventi. Il FK 96 nA era soprattutto più leggero dei cannoni campali francesi da 75 mm e dei nuovi pezzi a tiro rapido britannici recentemente immessi in servizio (il 18 libbre) e godeva quindi di un importante vantaggio dal punto di vista della mobilità sul campo di battaglia e del trasporto in marcia.
L'esercito tedesco entrò in azione all'inizio della prima guerra mondiale sferrando una grande offensiva sul fronte occidentale e invadendo il Belgio e la Francia settentrionale. Le batterie di cannoni campali equipaggiate con l'FK 96 nA diedero in queste battaglie iniziali buona prova grazie alla loro facilità di trasporto che ne permetteva il rapido posizionamento e alla precisione del tiro favorita anche dall'efficiente coordinamento con l'aviazione da ricognizione che fornì utili informazioni sugli obiettivi da colpire. L'artiglieria campale tedesca con l'FK 96 nA fu in grado generalmente di assicurare un buon sostegno di fuoco alle truppe in avanzata e si dimostrò altrettanto temibile delle batterie francesi da 75 mm.
Dopo la prima battaglia della Marna e il passaggio alla guerra di trincea, il FK 96 nA, concepito originariamente per essere impiegato in veloci campagne di movimento, dimostrò invece alcune carenze in confronto ai cannoni campali avversari. In particolare la minore gittata e cadenza di tiro rispetto al 75 mm francese e la inferiore potenza del proiettile in rapporto con il 18 libbre britannico. L'esercito tedesco quindi, pur mantenendo in servizio fino al termine della guerra in molte batterie campali il FK 96 nA, richiese, oltre al continuo incremento dell'artiglieria pesante campale e di quella d'assedio, un nuovo cannone divisionale con una gittata maggiore e con un proiettile più pesante con maggiori effetti distruttivi sulle posizioni fortificate del nemico; nel 1916 entrò in servizio come pezzo campale principale il nuovo 7,7 cm FK 16 che equipaggiò l'artiglieria tedesca fino al termine della guerra.
Durante la guerra mondiale il FK 96 nA era stato fornito dalla Germania anche ad alcune nazioni alleate; in particolare alla Bulgaria e all'Impero ottomano; mentre alla fine della guerra venne distribuito anche ad alcune delle nuove nazioni sorte all'est sostenute dalla Germania: la Lettonia, la Lituania, l'Estonia e la Polonia, che lo mantennero in servizio fino agli anni trenta.

## Munizionamento
Il FK 96 nA utilizzava una ampia varietà di munizioni per l'impiego specifico sul campo di battaglia:
- Feldgranate 96: un proiettile di 6,8 kg di alto esplosivo con 0,19 kg di TNT
- Feldkanonegeschoss 11: un proiettile di 6,85 kg con una combinazione di alto esplosivo e shrapnel
- Proiettile shrapnel da 6.8 kg
- Proiettile anticarro
- Proiettile fumogeno
- Proiettile illuminante
- proiettile caricato a gas

## Seconda guerra mondiale
Si ha notizia, inoltre, di un loro utilizzo da parte della Germania (Terzo Reich) durante le prime fasi della seconda guerra mondiale come l'invasione della Polonia in contemporanea con artiglierie più moderne ma di minore calibro e gittata come il pak 36. Tuttavia data l'obsolescenza ormai chiara delle vetuste artiglierie entro l'inizio della campagna di Francia nel 1940  i cannoni furono dismessi e demoliti per ricavarne materie prime oppure relegati a compiti di difesa, anche costiera, nei paesi occupati dalla Germania.